# Vítor Wengorovius
Vítor Manuel Wengorovius GCL (Setúbal, 19 de Junho de 1937 - Lisboa, 25 de Fevereiro de 2005) foi um advogado e político português.

## Biografia
Vítor Wengorovius, licenciado em Direito pela Faculdade de Direito da Universidade de Lisboa foi um dos líderes da luta estudantil de 1962 nesta Universidade.
Foi dirigente da Associação de Estudantes da Faculdade de Direito da Universidade de Lisboa e da Juventude Universitária Católica.
Foi elemento activo da Comissão Democrática Eleitoral de 1969 de Lisboa.
Em 1974 foi um dos fundadores, com Jorge Sampaio, do histórico Movimento de Esquerda Socialista (MES).
Entre 1970 e 1991 foi advogado do Sindicato de Jornalistas e de outras organizações sindicais.
Foi agraciado com a Grã-Cruz da Ordem da Liberdade a 9 de Junho de 1998.
Casou em 1962 com Maria da Graça Pita Bastos (Lisboa, 27 de Janeiro de 1938), com quem teve quatro filhos, Marta, João, Rita e Sofia Wengorovius.
Era tio materno do Secretário de Estado da Juventude e Desporto João Wengorovius Ferro Meneses.